# Сусальным золотом горят…
«Суса́льным зо́лотом горя́т…» — стихотворение из восьми строк, написанное русским поэтом Осипом Мандельштамом в 1908 году. Впервые опубликовано в сборнике «Камень» в 1916 году. Относится к жанру литературной миниатюры, наследует поэтическую традицию А. С. Пушкина, развивает идею романтического двоемирия Ф. Тютчева. Построено на использовании метафор и оксюморонов, ведущих к амбивалентности смыслов. Интерпретировалось как произведение, отражавшее картину мира начинающего поэта, с резко выраженным контрастом между проявлением детскости и ощущением печали и усталости. В 1997 году было использовано в качестве фонового текста для телевизионного рекламного ролика режиссёра Т. Бекмамбетова, что вызвало противоречивые критические оценки.

## Создание и публикации
(Отрывок)

Сусальным золотом горят

В лесах рождественские ёлки;

В кустах игрушечные волки

Глазами страшными глядят.

<…>
Стихотворение написано в 1908 году — в этом году Осип Мандельштам закончил учёбу на факультете словесности Сорбонны в Париже и вернулся домой, в Санкт-Петербург. Позже оно было включено во второе издание сборника стихотворений «Камень» (1916), напечатано без второй строфы и расположено между двумя другими стихотворениями-четверостишиями, открывающими сборник. Однако в третье издание «Камня» (1923) стихотворение вошло в первоначальной редакции — как произведение из двух строф. В этой связи филолог Д. Фролов предположил, что публикация только одной строфы в «Камне» 1916 года являлась сознательной унификацией текста «Сусальным золотом горят…» с другими четверостишиями с целью реализации определённого построения. К 1923 году такая цель, вероятно, стала не актуальной, и стихотворение было восстановлено в первоначальной редакции. В этой же редакции из двух строф оно было включено в сборник «Стихотворения» (1928).
Также Фролов обратил внимание на то обстоятельство, что из всех сохранившихся произведений Мандельштама 1908 года, по большей части неизданных при жизни автора, только три были впервые опубликованы спустя восемь лет после создания, причём именно во втором издании сборника «Камень». Исследовав формы, метрику и рифмовки, филолог установил, что по этим основаниям три четверостишия близки стихотворениям, написанным в 1909—1910 годах. В частности, начиная с весны 1909 года, когда Мандельштам начал посещать домашние лекции литератора Вяч. Иванова по стихосложению, в его поэзии главенствует размер четырёхстопного ямба, которым и были написаны три стихотворения. Они имеют относительно редкую обрамляющую рифму (м-Ж-Ж-м), созданы в жанре литературной миниатюры — «подчёркнуто фрагментарные» четверостишия. По результатам исследования Фролов предположил, что все три, включая «Сусальным золотом горят…», на самом деле могли быть написаны в период с 1909 по 1910 годы.

## Истоки
Несмотря на то, что на момент написания стихотворения «Сусальным золотом горят…» автору было 17 лет, по мнению критики, оно демонстрирует поэтическую зрелость. Словами филолога Р. Дутли, это стихотворение об игрушечных волках, «которые производят совсем не игрушечное впечатление», а также о печали и свободе. В этой связи филолог добавлял, что не считает случайным то обстоятельство, что произведение создано автором, которого позже будут называть поэтом «волчьего столетия». Источники вдохновения для написания «Сусальным золотом горят…» исследователи находили в разных эпохах и культурах. Так, по мнению литературоведа В. Вейдле, первая строфа стихотворения одинаково созвучна поэтическим произведениям из сборников «Вечер» А. Ахматовой и «Чужое небо» Н. Гумилёва, с которыми О. Мандельштам был знаком и оставался дружен вплоть до своей смерти. Лингвист В. Жирмунский указывал на то, что мир поэтических переживаний Мандельштама лежит в особой области чувств, которая роднит автора с некоторыми ранними представителями символизма, в особенности французского. Для ранних стихотворений поэта, считал Жирмунский, характерен «настоящий», при этом очень сдержанный лиризм.
«Отправной точкой» в построении собственного творческого метода, поэтического мира для Мандельштама, по мнению Д. Фролова, стал пушкинский стихотворный размер четырёхстопного ямба, поэтому написанное этим размером стихотворение «Сусальным золотом горят…» строится в рамках и на основе поэтической традиции А. С. Пушкина. Литературовед Д. Сегал отмечал влияние творчества Ф. Тютчева на поэтическое становление Мандельштама. Ему была близка тютчевская идея романтического двоемирия, прежде всего, в отношении состояния (границы) перехода из одного мира в другой. По мнению Сегала, сам Тютчев обращал внимание на эту границу, в частности, в стихотворении «О вещая душа моя!…» (1855), к началу которого отсылает мандельштамовская строка «О вещая моя печаль». Соглашаясь с тютчевским влиянием, Д. Фролов указывал также на никогда не публиковавшееся при жизни Мандельштама стихотворение, не имевшее авторской датировки, но иногда относимое к 1908 году, начинавшееся словами: «В непринуждённости творящего обмена // Суровость Тютчева с ребячеством Верлена…». Таким образом, по мнению филолога, имеет место и верленовское влияние, а именно — первая строфа «Сусальным золотом горят…» содержит отсыл к стихотворению «Женщине» (1866) в переводе Ф. Сологуба: «Повадился ко мне, увы! Кошмар губительный, // Растёт, как стая жадная волков из-за куста». В силу популярности литературных переводов Сологуба верленовско-сологубовская реминисценция здесь не могла не остаться незамеченной читателем.
Указывая на одновременное влияние Тютчева и Сологуба, литературовед О. Лекманов не считал это случайностью, приводил довод о том, что Тютчев воспринимался Мандельштамом как «предтеча» Сологуба. По мнению литературоведа, в пределах двух строк стихотворения «Сусальным золотом горят…» поэт «переплёл» скрытую цитату из Тютчева с реминисценцией из Сологуба, однако в качестве литературных источников здесь выступали другие произведения обоих авторов. Так, образ игрушечных волков восходит и к тютчевским строкам «Ночь хмурая, как зверь стоокий, // Глядит из каждого куста…» из стихотворения «Песок сыпучий по колени…» (1830), и к сологубовским «Очи голодных волков // Между дерев замаячут» из стихотворения «Ветер в трубе» (1898). Кроме этого, Лекманов видел в стихотворении Мандельштама отсылку к одному из фрагментов повести Э. Т. А. Гофмана «Щелкунчик и Мышиный король» (в переводе И. Татариновой) — в главе «Кукольное царство» герои повести оказываются в рождественском лесу и наблюдают выступление кукольного балета, в тексте также упоминаются кустарник и ёлки.

## Литературный анализ и интерпретации

### Мотив детскости
Три стихотворения, открывающие сборник «Камень», по мнению литературоведа С. Голдберга, в иконической форме изображают три этапа поэтической эволюции О. Мандельштама: рождение (стихотворение «Звук осторожный и глухой…»), детство с его иррациональными страхами, косвенно связанными с христианством («Сусальным золотом горят…»), и юность («Из полутёмной залы, вдруг…»). Мотив детскости доминирует в первой части «Камня» в целом. Эту часть книги исследователи определили как условно-символистскую, для которой характерна зыбкость границ между искусством и жизнью. Так, по мнению филолога Т. Бреевой, искусство здесь — «преображенная в свете вечности жизнь». Как полагал В. Жирмунский, в своих ранних стихотворениях Мандельштам воспринимал мир не как живую, «осязательную и плотную» реальность, а как игру теней, «призрачное покрывало, наброшенное на настоящую жизнь». Жизнь — это лишь сон, созданный творческим воображением. Такой «ненастоящий» призрачный мир теряет, вместе с подлинностью и реальностью, также и «правильность» своих размеров и очертаний: он кажется кукольным, марионеточным, это царство смешных и забавных игрушек: «В кустах игрушечные волки».
Обращаясь к категориям бытия и небытия, космоса и хаоса, продолжала Бреева, Мандельштам представляет небытие как нечто, лишённое динамики, бесформенное, безграничное, всепоглощаемое. Небытие для него равнозначно пустоте. Мотив детскости становится вариантом раскрытия темы противостояния этой пустоте: детство с присущими ему игрушечностью, уютом и гармонией даёт ощущение забвения пустоты, хотя и непрочное. Ощущая себя принадлежащим миру, лирический герой Мандельштама одновременно не хочет с этим смириться. Поэтому мотив детскости берёт на себя также функцию поиска способов гармонизации отношений с миром и преодоления одиночества, которое является одним из «господствующих» чувств в произведениях условно-символистской части «Камня». Детскость здесь соответствует процессу «поиска самого себя», самосознанию «я». Благодаря этому безграничности и бесформенности небытия противопоставляется законченная модель существования. В целом противопоставление хаоса и творимого мира (космоса) раскрывается через оппозиции «бесконечности — границы», «бесформенности — структурности», «прозрачности — непроницаемости (тверди)». Пустота небытия у Мандельштама чаще всего сочетается с категорией прозрачности, поэтому особое значение приобретает образ пропускающего свет стекла (хрусталя) — или смеющегося хрусталя, а сам свет здесь выступает одним из проявлений хаоса небытия.

### Тема взгляда
Литературовед Д. Сегал отмечал, что «Сусальным золотом горят…» и другие ранние стихотворения Мандельштама, как вошедшие, так и не вошедшие в сборник «Камень», объединены семантическим признаком «леса» («горят / В лесах рождественские ёлки»), который Сегал образно трактовал как «поэтический лес», в котором «рождается» мандельштамовская поэзия. В начале творческого пути в поэтическом мире Мандельштама субъект, объект и адресат лирического размышления ещё во многом не отделены друг от друга — это одновременно очень конкретный и очень абстрактный мир, почти бесконечный в пространстве и времени. Во многом этот мир является порождением амбивалентно-антитетической семантической поэтики Мандельштама. Возникновение амбивалентной антитезы Сегал рассматривает и в стихотворении «Сусальным золотом горят…».
Главной темой стихотворения, характерной и для поэзии Мандельштама в целом, литературовед считал тему взгляда. Прослеживая направление этого взгляда, Сегал отмечал важные его изменения: так, в последних двух строках первой строфы он направлен на лирического героя, а в начальных двух — наоборот, от него, или «во вне». То есть «это мы видим сусальное золото рождественских ёлок, а волки видят нас». Такое же «противодвижение» имеется и во второй строфе: эпитеты в первых двух её строках характеризуют чувства лирического героя («вещая моя печаль», «тихая моя свобода»), а психосоматический признак в последней строке (смеющийся хрусталь) характеризует уже не его, a небо, то есть, другого. Сам семантический сюжет стихотворения движется в направлении, противоположном тому, которое задаётся предыдущим текстом: в первой строфе, после «явно положительного» мотива ёлочных игрушек следует мотив «страшного» взгляда, а во второй — после упоминания о неживом небосводе, с его отрицательными семантическими ассоциациями, говорится о смеющемся хрустале. Семантические признаки «не моего» (или «взгляда, направленного на лирического героя») в обеих строфах характеризуются чем-то угрожающим и одновременно игровым, чем-то весёлым и одновременно жутким. При этом «не моё» здесь «как бы больше меня»: волк сильнее лирического героя, хотя и игрушечный, а небосвод — вообще над лирическим героем. Семантические признаки «моего» (или «взгляда, направленного от лирического героя») в стихотворении ассоциируются с неким «приемлющим» и благостным началом, детским — в первой строфе, печальным — во второй. Неслучайно в первой строфе «проступают контуры» ещё совсем юного мира, ограниченного самым первым взглядом, в котором звучит рождественская тема. Во второй же строфе, ощутимым контрастом, выражена эмоция печали, усталости и близости смерти. Столь яркий контраст лирического настроения, по мнению филолога Е. Тоддеса, есть следствие влияния на Мандельштама тютчевской идеи двоемирия.
Для отражения темы взгляда в стихотворении также использованы оксюмороны, хотя и не явно выраженные: в первой строфе — «игрушечные волки / Глазами страшными глядят», во второй — «вещая моя печаль». В последнем случае, по мнению Сегала, «проступают» признаки амбивалентной антитезы. Так, слова печаль и свобода помещены в параллельные синтаксические конструкции, в эквивалентные места — в конец строки. Сам факт их нахождения в таком сравнимом отношении подразумевает семантический обмен признаками вещая и тихая. По Сегалу, «естественным» словосочетанием являлась бы тихая печаль, но оно «разрывается», и эпитет тихая «отдаётся» слову свобода — отчасти, но не полностью, противоположному по оттенкам смысла. Такой обмен признаками носит явно субъективный характер, что подчёркивается местоимением моя. Амбивалентная антитеза возникает в словосочетании неживой небосвод — именно в нём одновременно диаметрально противопоставляются и максимально сближаются контрастирующие смысловые признаки «моего» (или «взгляда, направленного от лирического героя») и «не моего» («взгляда, направленного на лирического героя»). Так, здесь имеет место крайняя степень «тихого, страдательного» начала (признак «моего») и усугубление мотивов страшного, угрожающего (признак «не моего»). Кроме того, противоположность признаков неживого небосвода, по Сегалу, носит одновременно и крайне субъективный, и в высшей степени объективный характер. Также именно в этом словосочетании наиболее резко выражен контраст между детским «благостным» миром и ощущением печали и усталости. Мотив неживого, связывающий оба этих плана, здесь выражен и прямо — лексически, то есть самим словосочетанием неживой небосвод, и косвенно — характеристикой «всегда смеющийся», ведь такое «постоянство» неестественно, это искусственный признак. Действенность такой характеристики, по мнению Е. Тоддеса, усиливается фонетически: в слове хрусталь прочитываются уста. Такое же смысло-связующее соотношение филолог видел в перекличке сусальным — хрусталь: эти первое и последнее слова текста стихотворения фонетически сближены и рифмуются.

### Тема природы через призму сознания
По мнению филолога М. Бурой, в стихотворении «Сусальным золотом горят…» развёрнута поэтическая картина мира молодого Мандельштама, в которой одну из ведущих ролей играет тема природы, и которая представлена через динамику сознания и эмоционального состояния лирического героя. Основные натурфилософские представления поэта в этом произведении, как и в ранней лирике в целом, считала Бурая, соответствуют восточной картине мира с идеей Дао, находят параллели с творчеством средневековых китайских авторов-философов.
В первой строфе стихотворения показан окружающий (внешний) мир, лишь воспринимаемый сознанием лирического героя, — сам он в этом мире отсутствует. Образ леса — один из главных природных образов в первых произведениях поэта — связан с представлениями об опасности, неизведанности (волки) и с подчёркнуто бытовыми и искусственными реалиями, связанными с мотивом праздника (рождественские ёлки). Поэт переживает ощущение покинутости, не видит объединяющего высшего смысла, а лишь осязает «туман» и «пустоту» в пугающем и страшном мире, который для него подобен лесу. Вся ранняя лирика Мандельштама «наполнена фантомами леса». Во второй строфе возникает образ небосвода как универсального космоса — здесь подчёркивается тождество природного и рукотворного через метафору «хрусталь небосвода», заостряющую внимание на мотиве хрупкости. При этом эпитет неживой характеризует неоднозначность восприятия образа небосвода лирическим героем. Далёкий неживой небосвод относится к области явлений (состояний), осознаваемых им как «свои», что подчёркивается двойным повтором местоимения «моя». Таким образом, неживой небосвод («верх»), относящийся к лирическому герою, в стихотворении противопоставлен лесу («низ») как «явно более обжитой и доступной» реальности, «заполненной ёлками и волками», но отстранённой от лирического героя. Эта оппозиция «верх — низ», по мнению Буровой, существенна для мандельштамовской ранней поэтической картины мира, и значима в системе понятий, связанных с Дао.
Другая оппозиция выражена на уровне эмоционально-чувственных восприятий — смеющийся небосвод противопоставлен печали лирического героя. Печаль становится эмоциональной доминантой стихотворения, причём смысловое значение этого слова, по мнению Бурой, противопоставлено традиционному пониманию печали как грусти и тоски. Здесь она становится тем настроением, которое гармонично внутреннему миру лирического героя. Печаль представлена не как внутреннее состояние, а как некая самостоятельная отдельная сущность, что соотносится с пониманием, принятым в творчестве средневекового китайского поэта Ли Чжии. Бурая также подчёркивала особые отношения слов печаль и свобода. Процесс становления лирического героя не завершён, он ещё не имеет связей с другими людьми, потому свобода, здесь близкая одиночеству, печалит его. Таким образом, традиционно осознаваемая в русской литературе как высшая ценность категория свободы в ранней лирике Мандельштама теряет свою общественную значимость, гражданственность и осмысляется как сугубо личное состояние. Отсутствие связей лирического героя с другими людьми в словосочетании тихая свобода подчёркнуто эпитетом тихая. В тихом, но так или иначе высказанном звуке уже проявило себя сознание — посредством звука мир стал реальностью. Такая «отнесённость» лирического героя к тишине или негромкому звуку часто повторяется в других ранних произведениях поэта и соответствует мироощущению лирических героев китайской поэзии.

## В культуре
В 1997 году при подготовке к съёмкам серии телевизионных рекламных роликов для банка «Славянский» режиссёр Т. Бекмамбетов совместно с председателем совета директоров банка С. Родионовым выбрали шесть стихотворений русских и советских поэтов, включая «Сусальным золотом горят…», которые предполагалось использовать в качестве фонового текста. Ролик, посвящённый произведению О. Мандельштама был снят одним из первых, текст стихотворения в кадре зачитывает актёр В. Машков. По словам Бекмамбетова, побуждающим мотивом Родионова было «желание творить добро»: «Мир был тёмный, деньги были страшные, душа у человека болела, вероятно, и он пытался как-то сбалансировать свою жизнь». Спустя время, режиссёр охарактеризовал свою работу как рефлексию, переживание социальных процессов, происходивших во второй половине 1990-х годов, и одновременно — как «игру в форму, в смыслы».
Ролик получил противоположные критические оценки. Так, согласно одной из точек зрения, он был создан в «неповторимом» стиле, где «воедино смешаны и тревожные предчувствия, и детский смех, страх, жалость, ожидание скорой беды и смерти… „Воронок“, ощущение тюремных застенок и Ёлка тех лет. Соседство детской радости и совсем недетского горя». По мнению филолога Ю. Шатунова, этот ролик, как и другие — из рекламной серии, является примером «бережного» отношения к литературным произведениям, использования текстов стихотворений в рекламе «без редуцирования и трансформации». Согласно другой точке зрения, авторы ролика допустили деконструкцию хронотопа стихотворения, в результате чего изменился его художественный смысл. Обратившись к оценке стихотворного текста как рождественского, в котором видны «контуры детского мира», данной Д. Сегалом, филолог С. Шакиров утверждал, что хронотоп «ареста», по его мнению, здесь явно не соответствовал хронотопу «детского праздника». Упомянув также другой тезис Сегала об использовании автором оксюморонов («игрушечные волки / Глазами страшными глядят») как художественного приёма, ведущего к амбивалентности смыслов, Шакиров замечал, что оксюморонным образом рекламного ролика становится офицер НКВД «в ушастой шапочке „мальчика-зайчика». Так амбивалентность, считал филолог, подменяется абсурдом.
Стихотворение «Сусальным золотом горят…» нашло отражение в поэзии, музыке и кино. Его реминисценцией считается произведение «Вот ёлочка» (1958) поэта Г. Иванова. Музыку на него написал и впоследствии исполнял одноимённую песню бард П. Старчик. Также композитор Е. Подгайц сочинил вокальный цикл для голоса и фортепиано в шести частях «Внешняя печаль» (1991), в состав которого вошло и «Сусальным золотом горят…». Стихотворение декламировали артисты А. Демидова и А. Белый. В одном из эпизодов художественного фильма «Глазами волка» его читал исполнитель главной роли, актёр В. Тихонов.

### Комментарии
1. ↑  Филолог И. Бушман обращала внимание на то, что во второй строфе стихотворения Мандельштам не употреблял глаголы — вместо них использованы обращения, «разросшиеся в целое четверостишие»[27]. Такое «уклонение» от действия, по мнению филолога, не является результатом «некоего пренебрежения» действием и не означает, что поэт ставит предмет выше действия. Скорее, это результат «не только великого уважения к действию, а может быть, даже страха <…> перед действием, препятствующего злоупотреблению им»[28].
2. ↑  В словосочетании неживой небосвод исследователи видели целый спектр таких негативных ассоциаций: от равнодушия и безучастности к судьбе и страданиям лирического героя[29] до образа «недружелюбного неба»[30].
3. ↑  Тоддес даже предположил, что это творческое решение могло вызвать сомнения самого автора, и вероятно, именно поэтому Мандельштам в своё время принял решение отложить публикацию стихотворения[34].